# Hypselodoris maculosa
Hypselodoris maculosa is een slakkensoort uit de familie van de Chromodorididae. De wetenschappelijke naam van de soort is voor het eerst geldig gepubliceerd in 1871 door Pease.